# میدای‌دوکوروهای شوگون‌سالاری توکوگاوا

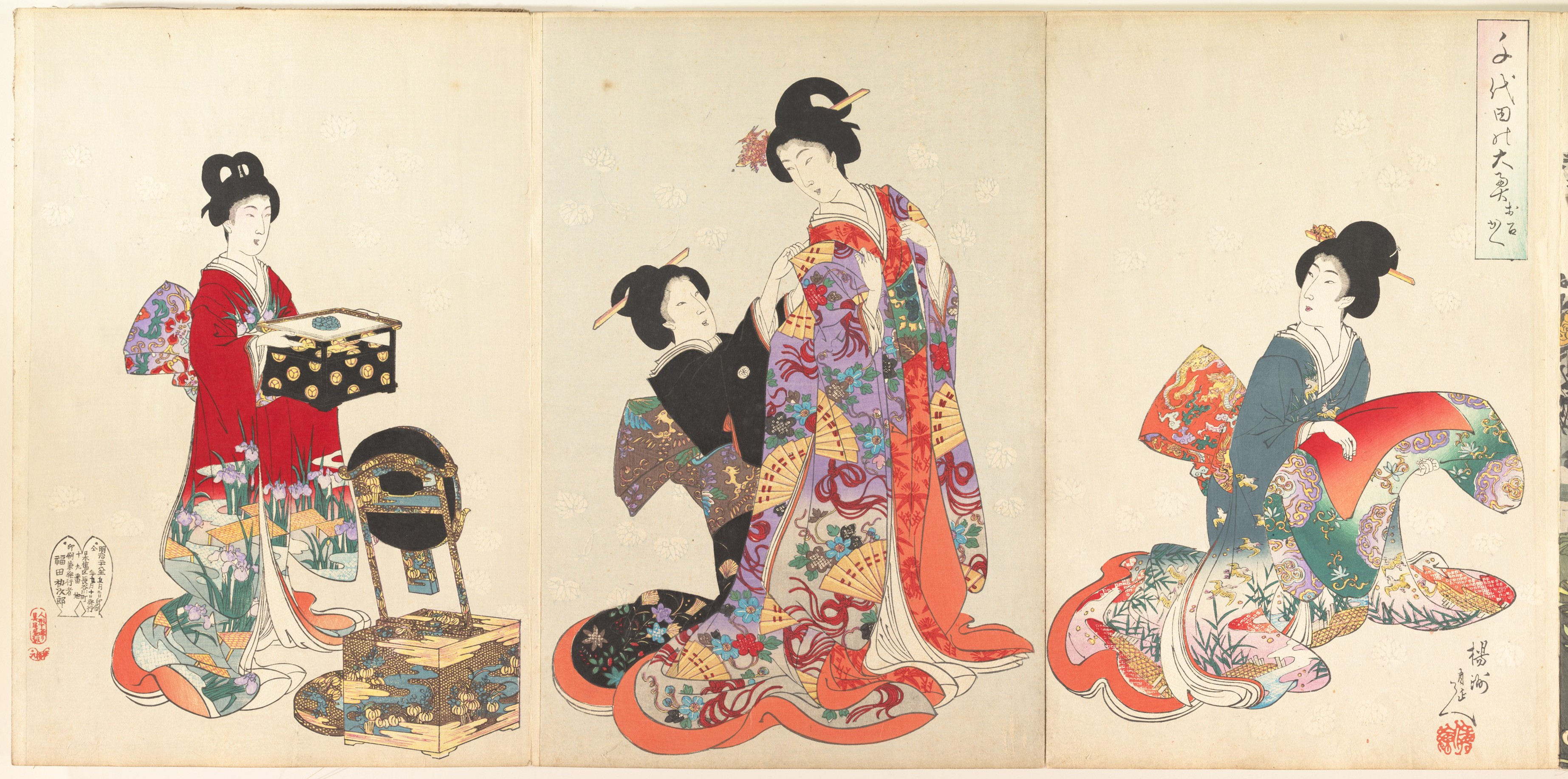

میدای‌دوکوروهای شوگون‌سالاری توکوگاوا (به ژاپنی: 徳川将軍家御台所 とくがわしょうぐんけみだいどころ)، میدای‌دوکورو یک عنوان افتخاری است که برای همسران وزرا و شوگون‌ها استفاده می‌شد و در دوره ادو، این عنوان عمدتاً به عنوان سی‌شیتسو (همسر اصلی) شوگون شوگون‌سالاری توکوگاوا استفاده می‌شد.

## فهرست میدای‌دوکوروهای شوگون‌سالاری توکوگاوا
| ترتیب | توکوگاوا | توکوگاوا                     | نام | ارتباط |
| ----- | -------- | ---------------------------- | --- | --- |
| ۱     |          | توکوگاوا ایه‌یاسو ۱۶۰۳–۱۶۰۵   | همسر اول تسوکی‌یاما-دونو (مرگ ۱۵۷۹) ________________________________ کی‌شیتسو (زن بعدی بعد از مرگ یا طلاق همسر نخست) آساهی هیمه (ازدواج ۱۵۸۶–۱۵۹۰)                                                                     | تسوکی‌یاما-دونو دختر سکیگوچی چیکاناگا ________________________________ آساهی هیمه، خواهر کوچکتر تویوتومی هیده‌یوشی                                                                               |
| ۲     |          | توکوگاوا هیده‌تادا ۱۶۰۵–۱۶۲۳  | همسر اول اوهیمه (تولد ۱۵۸۵ – مرگ ۱۵۹۱ میلادی) ________________________________ کی‌شیتسو (زن بعدی) اوایو (ازدواج ۱۶۲۶–۱۵۹۵)                                                                                            | اوهیمه دختر ارشد اودا نوبوکاتسو (دومین پسر اودا نوبوناگا) ________________________________ اوایو خواهرزاده اودا نوبوناگا                                                                       |
| ۳     |          | توکوگاوا ایه‌میتسو ۱۶۲۳–۱۶۵۱  | تاکاتسوکاسا تاکاکو | دختر کانپاکو، تاکاتسوکاسا نوبوفوسا |
| ۴     |          | توکوگاوا ایه‌تسونا ۱۶۵۱–۱۶۸۰  | آکیکوجوئو | دختر شاهزاده فوشیمینومیا ساداکیو فرزندخوانده امپراتور گو-یوزی |
| ۵     |          | توکوگاوا تسونایوشی ۱۶۸۰–۱۷۰۹ | تاکاتسوکاسا نوبوکو | دختر یک اشراف درباری یا کوگیو، تاکاتسوکاسا نوریهیرا و خواهر تاکاتسوکاسا فوساسوکه، سشو و کانپاکو                                                                                                |
| ۶     |          | توکوگاوا ایه‌نوبو ۱۷۰۹–۱۷۱۲   | کونوئه هیروکو | دختر کانپاکو کونوئه موتوهیرو |
| ۷     |          | توکوگاوا ایه‌تسوگو ۱۷۱۳–۱۷۱۶  | یوشیکو نایشیننو | دختر صد و دوازدهمین امپراتور ژاپن، امپراتور ریگن |
| ۸     |          | توکوگاوا یوشیمونه ۱۷۱۶–۱۷۴۵  | ماساکو جوئو | دختر اشراف درباری، شاهزاده فوشیمینومیا سادایوکی |
| ۹     |          | توکوگاوا ایه‌شیگه ۱۷۴۵–۱۷۶۰   | ماسوکو جوئو | دختر شاهزاده فوشیمینومیا کونیناگا چهاردهمین رهبر خاندان فوشیمی-نو-میا |
| ۱۰    |          | توکوگاوا ایه‌هارو ۱۷۶۰–۱۷۸۶   | توموکو جوئو | دختر شاهزاده کانئیننومیا نائوهیتو، پسر صد و سیزدهمین امپراتور ژاپن، امپراتور هیگاشی‌یاما |
| ۱۱    |          | توکوگاوا ایه‌ناری ۱۷۸۶–۱۸۳۷   | کودای‌ئین | دختر شیمازو شیگه‌هیده هشتمین ارباب قلمرو ساتسوما |
| ۱۲    |          | توکوگاوا ایه‌یوشی ۱۸۳۷–۱۸۵۳   | تاکاکو جوئو | دختر شاهزاده آریسوگاوا (نوهٔ امپراتور ریگن) |
| ۱۳    |          | توکوگاوا ایه‌سادا ۱۸۵۳–۱۸۵۸   | همسر اول تاکاتسوکاسا آتسوکو (تولد ۱۸۲۳ – مرگ ۱۸۴۸ میلادی) ________________________________ کی‌شیتسو (زن بعدی) ایچیجو هیده‌کو (تولد ۱۸۲۵ – مرگ ۱۸۵۰ میلادی) ________________________________ کی‌شیتسو (زن بعدی) تنشو-این | دختر کانپاکو تاکاتسوکاسا ماساهیرو ________________________________ دختر صدراعظم ایچیجو تادایوشی ________________________________ دختر شیمازو تاداتاکه یکی از رهبران شاخه فرعی از خاندان شیمازو |
| ۱۴    |          | توکوگاوا ایه‌موچی ۱۸۵۸–۱۸۶۶   | چیکاکو، شاهدخت کازو | دختر هشتم امپراتور نینکو و خواهر کوچکتر امپراتور کومی |
| ۱۵    |          | توکوگاوا یوشینوبو ۱۸۶۶–۱۸۶۷  | ایچیجو میکاکو | دختر خوانده ایچیجو تاداکا و خواهرخوانده امپراتریس شوکن همسر اصلی امپراتور میجی |